# Африканська котяча акула чорноплямиста
Африканська котяча акула чорноплямиста (Holohalaelurus melanostigma) — акула з роду Африканська котяча акула родини Котячі акули. Інші назви «тропічний ізак», «плачучий ізак».

## Опис
Загальна довжина досягає 38-39 см. Голова відносно коротка, широка, дещо сплощена зверху. Морда округла. Очі середнього розміру, овальні, горизонтальної форми з мигальною перетинкою. Зіниці щілиноподібні. під очима присутні щічні горбики. Очі розташовані високо на голові. За ними є невеличкі бризкальця. Ніздрі розташовані відносно широко, мають трикутні носові клапани. Губні борозни майже не помітні. Рот широкий, на ротовій порожнині є крихітні сосочки. На верхній щелепі 55-57 робочих зубів, на нижній — 48-50. У неї 5 пар коротких зябрових щілин. Тулуб витягнутий. Осьовий скелет має 121 хребець. Шкіряна луска на спині збільшені ніж на череві та боках, біля грудних плавців — дрібні. Грудні плавці розвинені, широкі. Має 2 спинних плавця, де задній трохи більше за передній. Передній спинний плавець розташований навпроти кінця черевних плавців, задній — кінця анального. На черевних плавцях у самців розташовані витягнуті статеві органи (птеригоподії). Черево широке. Хвостовий плавець вузький.
Забарвлення сіро-коричневе з численними темно-коричневими, майже чорними, плямочками і лініями чудернацької форми. Черево світліше за спину.

## Спосіб життя
Тримається на глибині 607–658 м. Здатна утворювати невеличкі скупчення за статевою ознакою. Доволі активна акула. Живиться креветка, крабами, іншими ракоподібними, глибоководними кальмарами, а також невеличкою костистою рибою, личинками і морськими черв'яками, падлом.
Статева зрілість у самців настає при розмірі 36-38 см. Це яйцекладна акула. Самиця відкладає 2 яйця.

## Розповсюдження
Мешкає в акваторії північного Мозамбіку, Танзанії та Кенії.